# سهم الماء الليشواني
سهم الماء الليشواني (الاسم العلمي:Sagittaria lichuanensis) هو نوع من النباتات يتبع جنس سهم الماء من الفصيلة المزمارية.